# Незапланированная
«Незапланированная» (англ. Unplanned) — американская драма 2019 года режиссёров Кэри Соломона и Чака Конзелмана с актрисой Эшли Брэтчер в главной роли.
В основу сценария была положена автобиографическая книга Эбби Джонсон, активистки антиабортного движения. Премьера «Незапланированной» в США состоялась 29 марта 2019 года. Дистрибьютором картины выступила кинокомпания Pure Flix, продюсирующая христианские и семейные фильмы. При бюджете в 6 млн долларов лента собрала в мировом прокате более 21 млн, из них 19 млн — в Соединённых Штатах и Канаде.
Вызвав острую реакцию в обществе, картина получила противоречивые отзывы зрителей и кинокритиков, значительная часть которых высказалась о ней как о пропагандистской.
Слоган фильма: «То, что она увидела, изменило всё».

## Сюжет
После завтрака с мужем и дочерью Эбби отправляется на работу в клинику «Планирования семьи», где она занимает должность директора. Маленькая дочь не хочет отпускать её, но суббота — самый загруженный день на работе, так как по субботам в клинике производятся аборты. Не справляясь, коллеги зовут Эбби помочь им в операционной. На экране аппарата УЗИ она видит, как 13-недельный плод пытается спастись от всасывающей его вакуумной трубки. Потрясённая этим, Эбби выбегает из операционной и рыдает, закрывшись в туалете.
Действие переносится в то время, когда Эбби стала волонтёром «Планирования семьи». В клинике она знакомится с её директором Шерил и возмущается протестующими против абортов из «Объединения за жизнь», шумящими за оградой. Одна из них, Марелиса, кажется ей доброжелательнее прочих. Вскоре Эбби приходит в клинику не как волонтёр, а как пациентка, обнаружив, что беременна от бросившего её мужа Марка. Она получает мифепристон, приняв который, просыпается ночью от сильной боли и истекает кровью и рвотой в ванной.
Эбби становится сотрудником клиники, чем огорчены её родители, являющиеся противниками абортов. Она пытается спорить с матерью, которая твёрдо верит в то, что человеческая жизнь начинается с момента зачатия. Эбби преуспевает в работе, и Шерил, уходящая на повышение, видит в ней замену для себя. Вышедшая замуж во второй раз и снова беременная, Эбби отвечает отказом на уговоры Шерил снова прервать беременность. Родив девочку, она спешит вернуться на работу в клинику, чтобы не упустить должность директора.
Сделавшись директором клиники, Эбби получает от руководства «Планирования семьи» награду как «работник года». Однажды, когда она возвращается домой, дочь замечает кровь на её туфлях. На корпоративном собрании Шерил объявляет, что клиники должны увеличить количество абортов, производя их не только в субботу, а ежедневно. Эбби шокирована этим, а Шерил разъясняет ей, что их организация зарабатывает деньги на абортах, как фастфуды на картофеле фри. Эбби ссорится с мужем, по мнению которого она убивает детей.
Действие возвращается в тот день, когда Эбби увидела аборт на экране УЗИ. Она идёт к Марелисе и признаётся, что не может оставаться на своей работе после увиденного. Вместе с «Объединением за жизнь» Эбби встаёт у ограды клиники и отговаривает одну из пациенток от запланированного аборта. «Планирование семьи» подаёт на Эбби в суд, обвинив её в краже и раскрытии конфиденциальной информации, но суд признаёт её невиновной. Клиника закрывается, а Эбби произносит речь в память о детских жизнях, прервавшихся в этих стенах.

## В ролях
| Актёр             | Роль         |
| ----------------- | ------------ |
| Эшли Брэтчер      | Эбби Джонсон |
| Брукс Райан       | Даг          |
| Робия Ламорт      | Шерил        |
| Джаред Лотз       | Шон          |
| Эмма Эль Робертс  | Марелиса     |
| Робин Демарко     | Кэтлин       |
| Роберт Томасон    | Майк         |
| Тина Тонер        | Рене         |
| Сара Эрнандез     | Елена        |
| Маура Корсини     | Меган        |
| Лезл Гонсалес     | Тейлор       |
| Кайзер Джонсон    | Джефф        |
| Анди Грейс Бёртон | Грейс        |
| Александр Кэйн    | Марк         |
| Стэйси Брэдшоу    | Карен        |
| Майк Линделл      | камео        |

## История создания

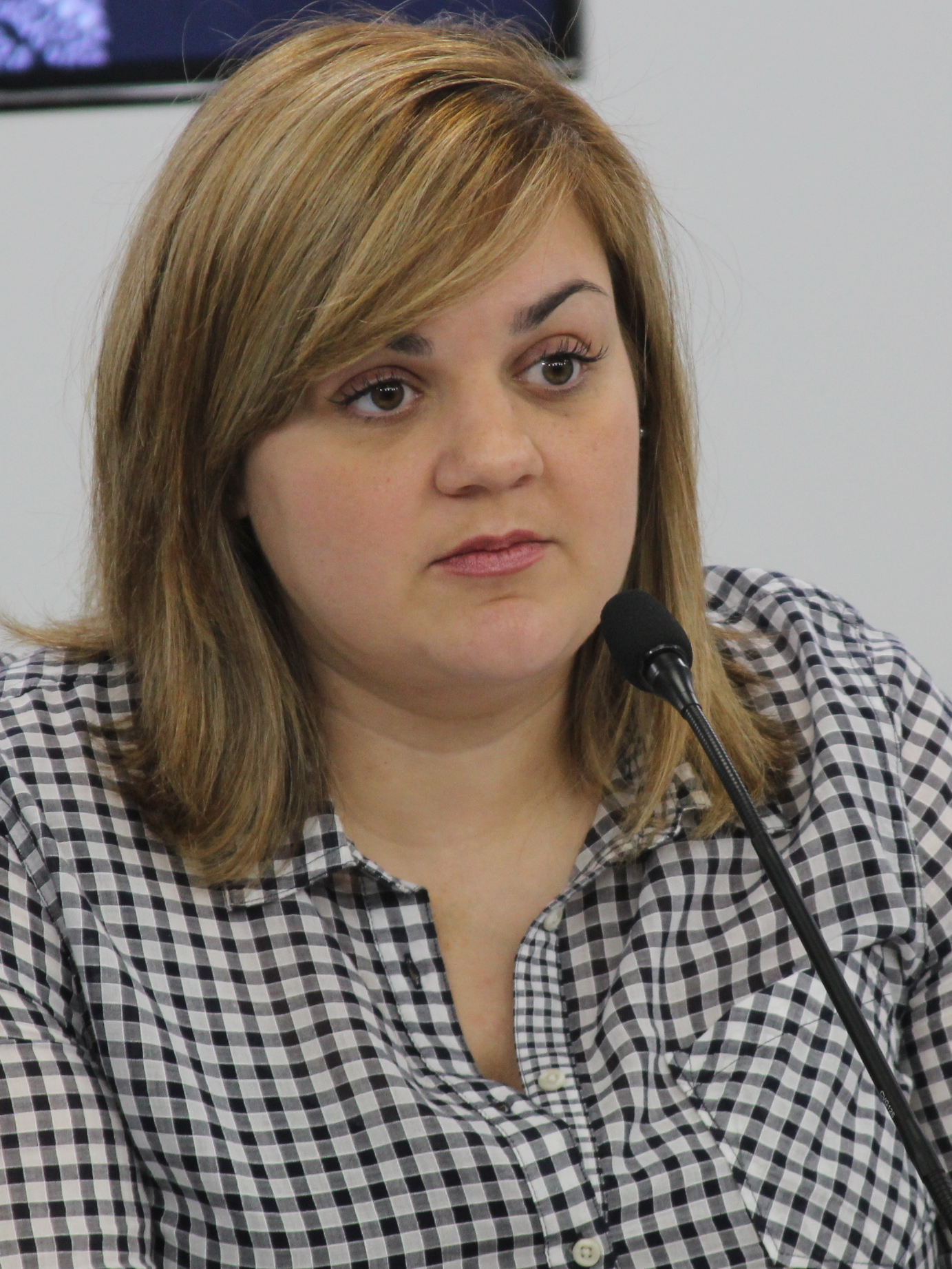
Эбби Джонсон

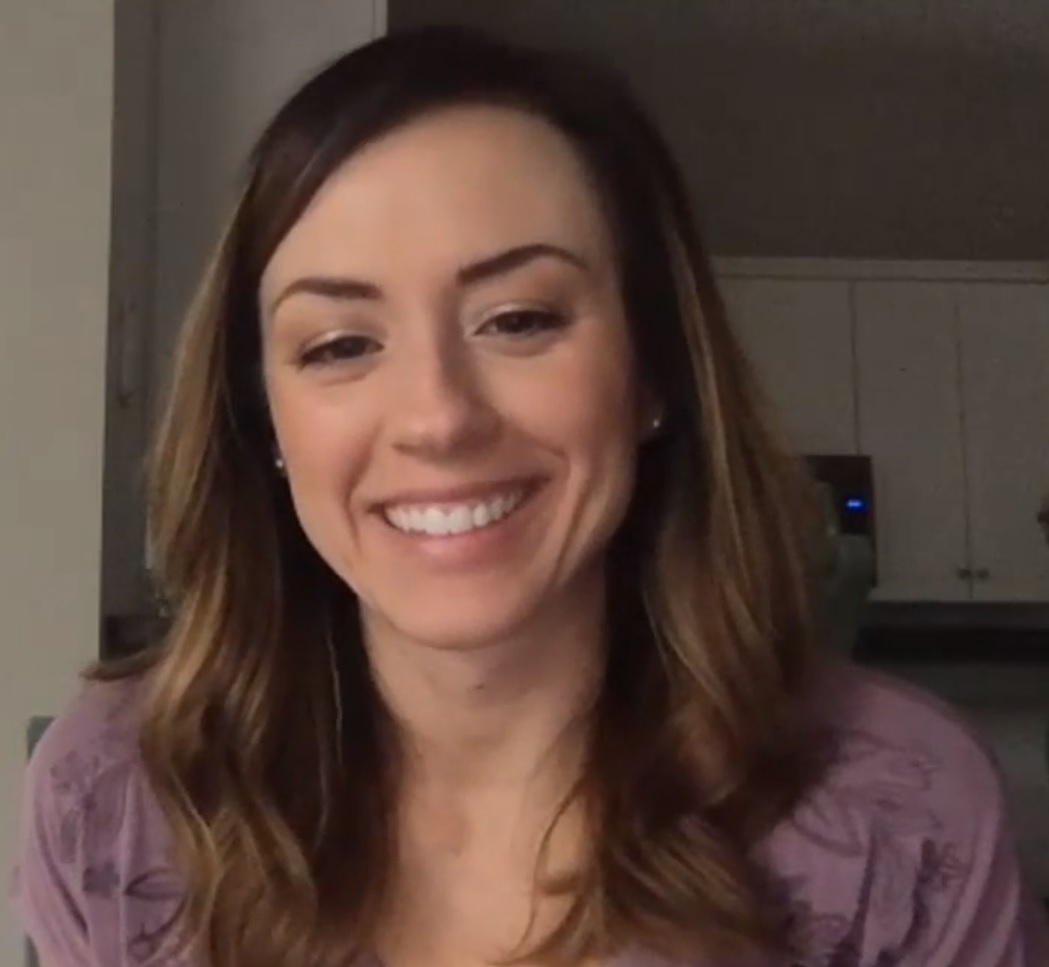
Эшли Брэтчер

Процесс создания картины под рабочим названием «Искуплённая» скрывался от общественности, чтобы предотвратить потенциальные протесты сторонников права на аборт. Все участники съёмочной группы подписали соглашение, запрещавшее им раскрывать информацию о фильме до окончания съёмок. Во время кастинга актёров предупреждали, что их участие в картине может вызвать негативное отношение к ним и лишить их ролей в будущем. Съёмки проходили в Стиллуотере, штат Оклахома.
После окончания основных съёмок в сентябре 2018 года Эбби Джонсон сказала в интервью The Stream:
Никто не зашёл в своих грехах слишком далеко для их искупления. Исцеление и Божья милость доступны каждому. Это то послание, которое, я надеюсь, фильм донесёт до публики.
Бюджет картины составил 6 млн долларов. Одним из её спонсоров стал бизнесмен и филантроп Майк Линделл, пожертвовавший миллион на производство фильма и сыгравший в нём эпизодическую роль.
Музыкальные лейблы отказали создателям фильма в праве на использование композиций таких известных музыкантов, как Синди Лопер, One Direction, Oingo Boingo и Тревор Рэбин.
От Американской киноассоциации (MPAA) лента получила рейтинг R, причиной которого были названы три сцены, связанные с абортом. Кинокомпания Pure Flix не оспаривала рейтинг, опасаясь, что конфликт с MPAA может задержать выход фильма. Однако, ряд деятелей политики и искусства, в том числе бывший губернатор штата Арканзас Майк Хакаби, продюсеры Грей Фредериксон и Джеральд Р. Молен, актёр Кевин Сорбо, политический комментатор Гленн Бек, певец Пэт Бун, бывшие конгрессмены Дейна Рорабейкер и Альведа Кинг, подписали открытое письмо с критикой киноассоциации за предвзятое отношение к картине, содержащей призыв против абортов. Они призвали зрителей игнорировать полученный рейтинг.
Создание фильма освещалось в материалах Fox News и рекламировалось телекомпанией CBN, в то время как многие медиа отказались транслировать рекламу фильма из-за его тематики и рейтинга R.

## Саундтрек
Саундтрек был выпущен 22 марта 2019 года. Певец и музыкант Мэтью Уэст написал для картины заглавную песню «Незапланированная», разместив видео с ней на YouTube за неделю до выхода фильма.
| №  | Название                                      | Исполнитель                     |
| -- | --------------------------------------------- | ------------------------------- |
| 1  | Masterpiece                                   | Дэнни Гоки                      |
| 2  | Unplanned                                     | Мэтью Уэст                      |
| 3  | This Could Change Everything                  | Франческа Баттистелли           |
| 4  | Weddingmarch                                  | Лондонский фестивальный оркестр |
| 5  | Mercy and Majesty                             | Брайан и Дженн Джонсон          |
| 6  | Merrydeath                                    | Neon Ridge                      |
| 7  | Cecie’s Lullaby                               | Стефани Гретцингер              |
| 8  | To Our God                                    | Брайан Джонсон                  |
| 9  | We Dance                                      | Стефани Гретцингер              |
| 10 | Exigency                                      | Чарли Райан                     |
| 11 | Overcomer                                     | Мандиса                         |
| 12 | Como Un Flor                                  | MML                             |
| 13 | It Is Well                                    | Кристене Димарко                |
| 14 | Foreboding                                    | Кайл Престон                    |
| 15 | You’re Gonna Be OK                            | Дженн Джонсон                   |
| 16 | Cleanse                                       | Be Still the Earth              |
| 17 | Monster On My Mind                            | Дэвид Сибельс и Брент Кист      |
| 18 | And So They Watched as the Years Passed Us By | This Patch of Sky               |

## В прокате
Премьера фильма в США состоялась 29 марта 2019 года. В Канаде картина вышла на экраны 12 июня того же года.
Фильм превзошёл прогнозы по кассовым сборам, собрав в мировом прокате 21,3 млн долларов.
В августе 2019 года фильм был выпущен на DVD, разойдясь в количестве 235 тыс. копий и достиг первого места в рейтинге продаж DVD на Amazon.

## Реакция
В день премьеры «Незапланированной» аккаунт фильма в «Твиттере» был временно заблокирован, что вызвало волну возмущения тысяч его подписчиков. Сенатор-республиканец Джош Хоули обвинил руководство сервиса в цензуре консервативных взглядов.
На голливудской премьере фильма в Китайском театре TCL певица Джой Вилья появилась в розовом латексном платье с надписью «F*CK Planned Parenthood», выразив таким образом своё негативное отношение к деятельности «Планирования семьи».
Лучше всего картина была принята зрителем в консервативно настроенных штатах Среднего Запада и Юга.
Религиозными и пролайферскими организациями были устроены групповые посещения кинотеатров для просмотра «Незапланированной». Показы фильма привлекли новых волонтёров к деятельности «Объединения за жизнь» и проводимой им кампании «40 дней ради жизни».
В своём выступлении в Конгрессе США режиссёр Чак Конзелман сообщил, что 94 работника абортариев после просмотра фильма обратились в возглавляемую Эбби Джонсон организацию «И никого не стало», «решив изменить свою жизнь и способ заработка».
Картина получила положительные отзывы в христианских медиа, в том числе в National Catholic Reporter и Deseret News. Сравнивая «Незапланированную» с «Матрицей» Вачовски, Сохраб Ахмари из Catholic Herald отождествил «Планирование семьи» с разумными машинами, а Эбби Джонсон назвал «нашим Нео», прорвавшим завесу Матрицы над бесчеловечными действиями абортной индустрии.
Филип Мартин из Arkansas Democrat-Gazette, отозвавшись о фильме как о «захватывающей истории», отметил в нём несколько моментов, снятых с «подлинным изяществом», и оценил выразительную игру исполнительницы главной роли Эшли Брэтчер.
Газета The New York Times, ссылаясь на мнение сотрудника Американского колледжа акушеров и гинекологов Дженнифер Вильявисенсио, подвергла сомнению достоверность изображения в фильме вакуумной аспирации.
Главный кинокритик журнала Variety Оуэн Глейберман высказался о «Незапланированной» как о «посредственной драме, но эффективной пропаганде». В The Hollywood Reporter и Forbes картина также была названа «пропагандистской». Отрицательные отзывы фильм получил в канадских изданиях The Globe and Mail, Ottawa Citizen и Toronto Sun, в британской газете The Guardian.
«Планирование семьи», показанное в картине как коммерческая организация по производству абортов, выступила с заявлением, в котором говорилось: «Утверждения в этом фильме просто ложны. „Планирование семьи“ гордится тем, что предоставляет нашим пациентам квалифицированную высококачественную медицинскую помощь, включая безопасный и легальный аборт, в безопасной и доброжелательной обстановке». Организация отвергла также обвинение в давлении на Джонсон с целью увеличения количества абортов.
Эдриэнн Киммелл из Национальной ассоциации за отмену законов об абортах (NARAL) выразила уверенность в существовании проработанной и долгосрочной стратегии по криминализации абортов, частью которой являются фильмы вроде «Незапланированной».
Ознакомившись с описанием этой сцены, Дженнифер Вильявисенсио, сотрудница  Американского колледжа акушеров и гинекологов, которая проводит аборты под контролем УЗИ, но не видела фильм, сказала, что, хотя на УЗИ 13-недельного плода можно увидеть голову и тело, представление о том, что он «борется за свою жизнь», вводит в заблуждение.
«Если вы посмотрите на УЗИ, то увидите, что плод, конечно, двигается, но он не дрыгает ногами и не отдергивает их», — сказала Вильявисенсио. Она отметила, что, согласно общему научному мнению, плод не может испытывать боль и, следовательно, не будет отдергивать от неё ноги до 13-й недели. «У него нет неврологической способности осознавать опасность — эта часть мозга просто ещё не сформировалась», — сказала она. 